# Chu trình sinh địa hóa

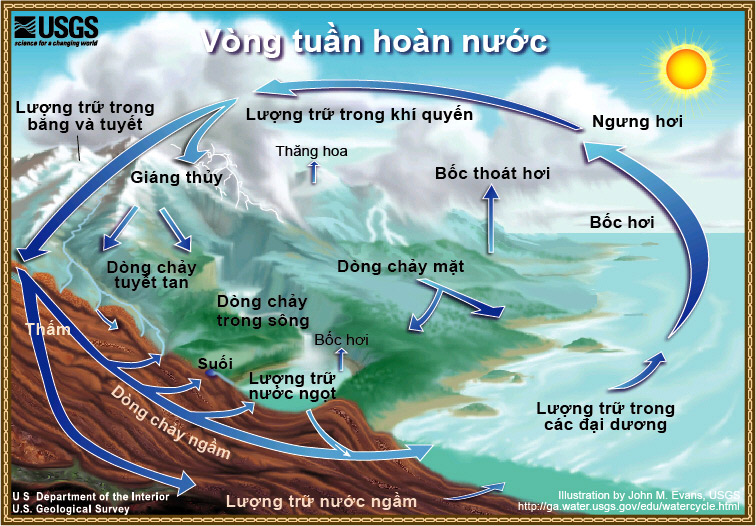
Một ví dụ về chu trình sinh địa hóa phổ biến thường được trích dẫn là vòng tuần hoàn nước.

Trong ngành địa lý và khoa học Trái Đất, một chu trình sinh địa hóa là một quy trình mà một phân tử hay nguyên tố hóa học di chuyển qua cả hai tầng sinh học (sinh quyển) và phi sinh học (thạch quyển, khí quyển và thủy quyển) của Trái Đất. Một chu trình như thế bao gồm một loạt các biến đổi để trở lại điểm ban đầu và có thể được lặp đi lặp lại.
Trong thiên nhiên có khoảng 25 nguyên tố cần thiết cho cơ thể sống. Những nguyên tố như C,H,O,N,S,P,...(là thành phần chủ yếu cấu tạo nên các chất sống như protein, lipid, cacbohidrat, enzim, hoocmon,...) có vai trò rất quan trọng đối với sinh vật. Chu trình chuyển hóa của các nguyên tố này là những chu trình sinh địa hóa chủ yếu của Trái Đất. Chu trình sinh địa hóa duy trì sự cân bằng vật chất trong sinh quyển.